# Atami-Klasse
Die Atami-Klasse (japanisch 熱海型砲艦 Atami-gata hōkan) war eine Klasse von zwei Flusskanonenbooten der Kaiserlich Japanischen Marine, die im Zweiten Weltkrieg zum Einsatz kam.

## Geschichte
Wie auch andere Staaten verfügte Japan in China, im Rahmen der Überwachung bzw. des Schutzes eigener Interessen, auf dem Jangtsekiang über militärische Kräfte. Hierfür unterhielt die Kaiserlich Japanische Marine eine Reihe von Flusskanonenbooten. Im Zuge kontinuierlicher Modernisierung wurde im Flottenbauprogramm von 1927 der Bau von zwei Booten einer verbesserten Version der Anfang der 1920er gebauten Boote der Seta-Klasse genehmigt. Diese Boote wurde zwischen November 1928 und Februar 1930 in Japan gefertigt, nach Shanghai verschifft und von dort auf dem Jangtsekiang eingesetzt.

## Liste der Schiffe
| Name          | Bauwerft                | Kiellegung       | Stapellauf        | Indienststellung | Verbleib |
| ------------- | ----------------------- | ---------------- | ----------------- | ---------------- | --- |
| Atami (熱海)  | Fujinagata Zōsen, Osaka | 6. November 1928 | 30. März 1929     | 30. Juni 1929    | Außerdienststellung August 1945, Kriegsbeute Republik China, umbenannt in Yung Ping (永平), am 30. November 1949 von der Volksrepublik China erbeutet, umbenannt in Wu Jiang, in 1960er Jahren abgebrochen |
| Futami (二見) | Fujinagata Zōsen, Osaka | 25. Juni 1929    | 20. November 1929 | 28. Februar 1930 | Außerdienststellung August 1945, Kriegsbeute Republik China, umbenannt in Yung An (永安), am 30. November 1949 von der Volksrepublik China erbeutet, umbenannt in Zhu Jiang, in 1960er Jahren abgebrochen  |

## Technische Beschreibung

### Rumpf und Antrieb
Der Rumpf der Boote der Atami-Klasse war 46,3 Meter lang, 6,79 Meter breit und hatte bei einer Verdrängung von 249 Tonnen einen Tiefgang von 1,13 Metern. Der Antrieb erfolgte durch zwei  mischbefeuerte Dampferzeuger – Kampon Ro-Gō Kessel – und zwei 2-Zylinder-Dampfmaschinen mit denen eine Gesamtleistung von 1300 PS (9563 kW) erreicht wurde. Die Leistung wurde an zwei Wellen mit je einer Schraube abgegeben. Die Höchstgeschwindigkeit betrug 16,75 Knoten (31 km/h). Es konnten 28 Tonnen Kohle und 34 Tönnen Schweröl gebunkert werden.

### Bewaffnung
Die Bewaffnung bestand bei Indienststellung aus einem 7,62-cm-Geschützen L/28 vor der Brücke und fünf 7,7-mm-Maschinengewehren, später erweitert um ein 13,2-mm-Maschinengewehr Typ 93. Im Jahr 1940 wurde diese Bestückung durch ein 7,62-cm-Geschütz L/40 Typ 3 und fünf 2,5-cm-Maschinenkanonen Typ 96 ersetzt.

## Besatzung
Die Besatzung hatte eine Stärke von 55 bis 77 Offizieren, Unteroffizieren und Mannschaften. Üblicherweise befehligte ein Stabsoffizier im Rang eines Kaigun-chūsa (Fregattenkapitän) bzw. Kaigun-shōsa (Korvettenkapitän) ein Boot.

### Liste der Kommandanten

#### Atami
| Nr. | Dienstgrad und Name                             | Beginn der Amtszeit | Ende der Amtszeit  | Bemerkungen |
| --- | ----------------------------------------------- | ------------------- | ------------------ | ----------- |
| 1.  | unbekannt                                       | 30. Juni 1929       | 1. Dezember 1930   |             |
| 2.  | Korvettenkapitän Kojima Hideo                   | 1. Dezember 1930    | 10. März 1932      |             |
| 3.  | Korvettenkapitän Fukuda Isamu                   | 10. März 1932       | 1. Dezember 1932   |             |
| 4.  | Fregattenkapitän Kimura Masatomi                | 1. Dezember 1932    | 10. März 1934      |             |
| 5.  | Fregattenkapitän Tei Monzen                     | 10. März 1934       | 21. Oktober 1935   |             |
| 6.  | Korvettenkapitän / Fregattenkapitän Kase Saburo | 21. Oktober 1935    | 1. Juni 1937       |             |
| 7.  | Korvettenkapitän Mori Keisaku                   | 1. Juni 1937        | 15. Oktober 1939   |             |
| 8.  | Korvettenkapitän Yamagamachi Tetsuo             | 15. Oktober 1939    | 15. Dezember 1939  |             |
| 9.  | Korvettenkapitän Kumabe Tsutae                  | 15. Dezember 1939   | 15. Oktober 1940   |             |
| 10. | Korvettenkapitän Fukusumi Juozo                 | 15. Oktober 1940    | 20. August 1941    |             |
| 11. | Korvettenkapitän Araki Masaomi                  | 20. August 1941     | Juni 1943          |             |
| 12. | Fregattenkapitän Kamisawa Takeshi               | Juni 1943           | 30. September 1945 |             |

#### Futami
| Nr. | Dienstgrad und Name                                    | Beginn der Amtszeit | Ende der Amtszeit  | Bemerkungen                                         |
| --- | ------------------------------------------------------ | ------------------- | ------------------ | --------------------------------------------------- |
| 1.  | Korvettenkapitän Hori Yugoro                           | 28. Februar 1930    | 20. August 1931    | seit 30. November 1929 mit der Baubelehrung betraut |
| 2.  | unbekannt                                              | 20. August 1931     | 20. Mai 1932       |                                                     |
| 3.  | Fregattenkapitän Furuki Hiyakuzo                       | 20. Mai 1932        | 15. November 1933  |                                                     |
| 4.  | Fregattenkapitän Ōnishi Shinzō                         | 15. November 1933   | 15. November 1934  |                                                     |
| 5.  | Kapitän Kon Yasushi                                    | 15. November 1934   | 10. Oktober 1935   |                                                     |
| 6.  | Kapitän Kuranaga Tuneki                                | 10. Oktober 1935    | 11. März 1936      |                                                     |
| 7.  | Kapitän Arita Mitsugu                                  | 11. März 1936       | 15. November 1937  |                                                     |
| 8.  | Kapitän Sawa Isao                                      | 15. November 1937   | Januar 1939        |                                                     |
| 9.  | Korvettenkapitän / Fregattenkapitän Mizoguchi Yasumaro | Januar 1939         | 10. September 1941 |                                                     |
| 10. | Fregattenkapitän Okumura Saburo                        | 10. September 1941  | 1. August 1942     |                                                     |
| 11. | Korvettenkapitän / Fregattenkapitän Kanei Keiichi      | 1. August 1942      | 30. September 1945 |                                                     |